# Ocnophila brevifemur
Ocnophila brevifemur är en insektsart som beskrevs av Brunner von Wattenwyl 1907. Ocnophila brevifemur ingår i släktet Ocnophila och familjen Diapheromeridae. Inga underarter finns listade i Catalogue of Life.